# 11-та гвардійська кавалерійська дивізія (СРСР)
11-та гвардійська кавалерійська Донська, Волноваська Червонопрапорна, ордена Богдана Хмельницького козацька дивізія (11-та гв. кд) — кавалерійська дивізія РСЧА часів німецько-радянської війни.

## Історія існування
Наказом НКО № 342 від 27 серпня 1942 року 15-та кавалерійська дивізія була перетворена в 11-ту гвардійську кавалерійську дивізію. Нова нумерація частинам дивізії присвоєна 29 березня 1943 року.
До вересня 1942 року дивізія входила до складу 4-го гвардійського кавалерійського корпусу Північно-Кавказького фронту. Протягом вересня — листопада 1942 року підпорядковувалась управлінню Чорноморської групи військ Закавказького фронту. З листопада 1942 року й до кінця війни дивізія перебувала у складі 5-го гвардійського кавалерійського корпусу.
У діючій армії перебувала з 27 серпня 1942 по 9 травня 1944 року й з 4 вересня 1944 по 9 травня 1945 року.

## Бойовий склад
- 37-й гвардійський кавалерійський полк.
- 39-й гвардійський кавалерійський полк.
- 41-й гвардійський кавалерійський полк.
- 71-й танковий полк (з 05.09.1943).
- 182-й гвардійський артилерійсько-мінометний полк (10-й гвардійський кінно-артилерійський дивізіон).
- 47-й гвардійський окремий дивізіон ППО (57-й окремий зенітно-артилерійський дивізіон, 37-ма гвардійська зенітна батарея).
- 10-й гвардійський артилерійський парк.
- навчальний дивізіон (з 25.09.1943).
- 11-й гвардійський окремий розвідувальний ескадрон (11-й гвардійський розвідувальний дивізіон).
- 13-й гвардійський окремий саперний ескадрон.
- 11-й гвардійський окремий ескадрон зв'язку (88-й окремий напівескадрон зв'язку).
- 8-й медико-санітарний ескадрон.
- 9-й гвардійський окремий ескадрон хімічного захисту.
- 10-й продовольчий транспорт.
- 10-й взвод підвозу ППМ.
- 13-й дивізійний ветеринарний лазарет.
- 1988-ма польова поштова станція (13206).
- 979-та польова каса Держбанку.

## Командири дивізії
- Горшков Сергій Ілліч, генерал-майор (27.08.1942 — 16.11.1942)
- Пичугін Микола Андрійович, генерал-майор (16.11.1942 — 06.04.1943)
- Сланов Леонід Олексійович, полковник (07.04.1943 — 16.12.1944)
- Терентьєв Іван Васильович, полковник, з 19.04.1945 — генерал-майор (17.12.1944 — 09.05.1945)

## Нагороди і почесні найменування
- Донська
- Волноваська — Наказ ВГК від 10.09.1943 — за відзнаку в боях за визволення міста Волноваха.
- — Указ Президії ВР СРСР від 28.04.1943 — за зразкове виконання бойових завдань командування на фронті боротьби з німецькими загарбниками та виявлені при цьому звитягу і мужність.
- — Указ Президії ВР СРСР від 26.02.1944 — за зразкове виконання бойових завдань командування в боях по завершенню знищення оточеного угруповання супротивника в районі міста Корсунь-Шевченківський та виявлені при цьому звитягу і мужність.

## Герої дивізії
- Недорубов Костянтин Йосипович — гвардії лейтенант, командир 4-го ескадрону 41-го гвардійського кавполку 11-ї гвардійської кавдивізії (Указ Президії ВР СРСР від 26.10.1943 року).
- Оганьянц Грант Аракелович — капітан, командир танкової роти 71-го танкового полку 11-ї гвардійської кавдивізії (Указ Президії ВР СРСР від 24.03.1945 року).
- Савченко Микола Ілліч — гвардії козак, командир гармати 1-ї батареї 106-го окремого гвардійського кінно-артилерійського дивізіону 11-ї гвардійської кавдивізії (Указ Президії ВР СРСР від 09.03.1943 року).